# Staurochilus agusanensis
Staurochilus agusanensis là một loài thực vật có hoa trong họ Lan. Loài này được (Ames & Quisumb.) Fessel & Lückel miêu tả khoa học đầu tiên năm 1998.